# Mohammed Ali Hamadi

Mohammed Ali Hamadi, 2005

Mohammed Ali Hamadi oder Hammadi (arabisch محمد علي حمادي, DMG Muḥammad ʿAlī Ḥamādī; * 13. Juni 1964 im Libanon; † 19. Juni 2010 in Wasiristan) war ein libanesischer Terrorist der Hisbollah.

## Leben
Hamadi entführte am 14. Juni 1985 zusammen mit einem Komplizen (mutmaßlich der Libanese Hassan Izzaldine) ein Flugzeug der US-amerikanischen Fluggesellschaft TWA mit 145 Passagieren und acht Besatzungsmitgliedern an Bord auf dem Flug 847 von Athen (Griechenland) nach Rom (Italien). Während der Geiselnahme wurde die US-amerikanische Geisel Robert Dean Stethem am 15. Juni auf dem Flughafen Beirut im Libanon ermordet. Im weiteren Verlauf der Geiselnahme gelang es der Chef-Stewardess Uli Derickson die Freilassung einer überwiegenden Anzahl der Geiseln (darunter alle Frauen und Kinder) zu verhandeln. Im Gegenzug für die Freilassung der letzten 39 Geiseln am 30. Juni wurden über 700 schiitische Gefangene aus israelischen Gefängnissen entlassen. Die beiden Flugzeugentführer konnten untertauchen.
Hamadi wurde am 13. Januar 1987 auf dem Flughafen Frankfurt bei dem Versuch festgenommen, Sprengstoff nach Deutschland zu schmuggeln. Im Mai 1989 wurde er unter anderem wegen Mordes zu einer lebenslangen Freiheitsstrafe verurteilt; die besondere Schwere der Schuld wurde festgestellt. Ein Auslieferungsantrag der USA wurde abgelehnt, da ihm in den USA die Todesstrafe gedroht hätte.
Seine Haftzeit verbüßte er zunächst in Schwalmstadt, ab 1992 zum überwiegenden Teil in der Justizvollzugsanstalt Saarbrücken. Nach einer Entscheidung des Landgerichts Kleve am 30. November 2005 wurde Hamadi am 15. Dezember 2005 nach fast neunzehn Jahren Haft auf Bewährung entlassen und einen Tag später in den Libanon abgeschoben.
Das FBI hatte ein Kopfgeld in Höhe von bis zu 5 Mio. US-Dollar für Hamadi ausgesetzt und führte ihn in der Liste der meistgesuchten Terroristen. Er soll am 19. Juni 2010 in Pakistan bei einem US-amerikanischen Drohnenangriff ums Leben gekommen sein.
Allerdings wurde er weiterhin seitens des FBI auf der Liste der „Most Wanted Terrorists“ geführt.